# Ворошиловский сквер (Владикавказ)

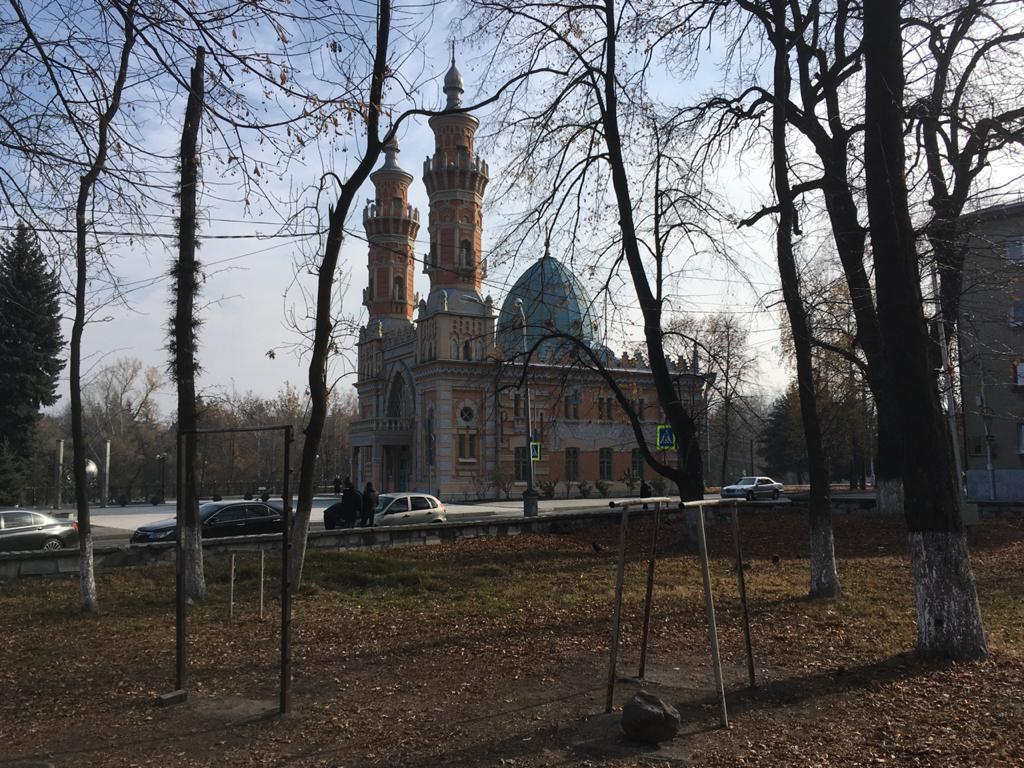
Ворошиловский сквер с видом на Мечеть Мухтарова

Ворошиловский сквер, иное наименование — Сквер Макаренко — объект садово-паркового искусства, ботанический памятник природы регионального значения (номер в реестре № 1510151) во Владикавказе в исторической части города, в Затеречном районе.
Находится в ведении Министерства природных ресурсов и экологии Республики Северная Осетия-Алания.

## Расположение
Расположен в долине Терека. Ограничен на юге Нальчикской улицей, на востоке — улицей Коцоева, на севере — зданием гостиницы Владикавказ и на западе — частными жилыми домами по улице Нальчикской. Площадь сквера — 0,5016 га, протяжённость границ земельного участка — 306 м.

## История
Сквер начал формироваться в конце XIX века. Первоначально назывался как «Артиллерийский сквер». Впервые отмечен на карте Владикавказе от 1928 года под этим же наименованием. В 1937 году упоминается как «Ворошиловский сквер». На плане города Владикавказе 1984 года отмечен как «Сквер Макаренко».
В настоящее время большая часть сквера разрушена при строительстве гостиницы «Москва» (в настоящее время — гостиница «Владикавказ»).

## Биология
Растения
В сквере произрастают старо возрастные экземпляры ясеня (около 60 лет) и клёна остролистного. Деревья в хорошем состоянии. Некоторые экземпляры ясеня достигают высоты в 15 метров. Диаметр стволов ясеня — от 40 до 50 см, клёна — около 30 см. В сквере также произрастают экземпляры клёна ложно-платанового, липы сердцелистной, акации белой, дуба красного, клёна ясенелистного и отдельные кусты гибискуса сирийского. Имеются заросли айтланта высочайшего, который представляет собой инвазивный вид на Кавказе.
Травянистые покров характеризуется пырейными и полыневыми сообществами. В центре, на освещённой части сквера преимущественно произрастает пырей ползучий и полынь обыкновенная, в тени преобладает сныть обыкновенная. Также встречаются будра плющевидная, осока лесная, фиалка душистая, стенактис однолестний и мелколепестник канадский.
Фауна
В сквере встречаются славка серая, горихвостка обыкновенная, синица большая, лазоревка обыкновенная и воробей домовый.